# Air marshal (Australie)
Pour les articles homonymes, voir Air marshal.
Air marshal (abrégé AIRMSHL) est le deuxième grade le plus élevé de la Royal Australian Air Force, créé comme un équivalent direct du grade d'air marshal de la Royal Air Force britannique. Il s'agit d'un grade trois étoiles, détenu par le chef de l'armée de l'air (CAF).
L'air marshal est un grade supérieur au air vice-marshal et inférieur au air chief marshal. C'est un équivalent direct de vice-admiral dans la Royal Australian Navy et de lieutenant general dans l'Australian Army.
L'insigne est composé de deux bandes bleu clair (chacune sur une bande noire légèrement plus large) sur une bande bleu clair sur une large bande noire.
L'Australian Air Corps adopta le système de classement de la RAF le 9 novembre 1920 et cet usage fut poursuivi par son successeur, la Royal Australian Air Force. Cependant, le grade d'air marshal ne fut utilisé par les forces armées australiennes qu'en 1940, lors de la promotion d'un officier de la RAAF, Richard Williams.